# Белоруссовка
Белоруссовка — упразднённое село в Ромненском районе Амурской области, Россия. Исключено из учётных данных в 1974 году.

## География
Село располагалось у пади Чергаль, на расстоянии примерно 5 километров (по прямой) к югу от села Калиновка.

## История
Основана в 1926—1928 годах. По данным на 1929 год в деревне Белоруссовка имелось 44 хозяйства и проживал 238 человек. В административном отношении входила в состав Ясно-Полянского сельсовета Завитинского района Амурского округа Дальневосточного края.
Решением Амурского исполкома от 7 июня 1974 года № 253, село Белоруссовка исключено из учётных данных как несуществующее.